# 中町 (兵庫県)
中町（なかちょう）は、兵庫県の中部にかつて存在した町である。
2005年11月1日、中町・加美町・八千代町の3町が新設合併し、多可町となったため消滅した。

## 概要
兵庫県の中部かつ播磨地区の北東側に位置しており、妙見山の麓に杉原川が流れており、流域沿いに街が広がる。山田錦の発祥地であり、播州織が盛んな街である。合併後は旧町域に地域自治区として「中区」が設置されている。

## 地理
- 山: 妙見山など
- 河川: 思出川、杉原川など
- 湖沼: 翠明湖・牧野大池[3]など

### 人口
- 当町の人口は1920年現在は西脇市・三木市・加古川市より多く、1920年の第1回国勢調査では人口は7,513人であり、町制施行時は8.923人であった[4]。

### 隣接していた自治体
- 西脇市
- 丹波市
- 加美町
- 八千代町

## 歴史
- 1889年（明治22年）4月1日 - 町村制の施行により、中村町・茂利村・奥中村・徳畑村・森本村・坂本村・安坂村・下曽我井村・西安田村・中安田村・東安田村・糀屋村・間子村・岸上村・鍛冶屋村・田野口村・牧野新町・天田村・東山村・高岸村・安楽田町・門前村の区域をもって中村が発足。
- 1924年（大正13年）4月1日 - 中村が町制施行して中町となる[5][1][6][4][3]。
- 1925年（大正14年） - 中町実科高等女学校が開校する[4][3]。
- 1929年（昭和4年） - 中町実科高等女学校が閉校する[4][3]。
- 1945年（昭和20年） - 中町日赤病院が開院する[4][3]。
- 1947年（昭和22年）4月1日 - 中町立中町中学校が開校する[4][3]。
- 1962年（昭和37年） - 役場が移転する[4][3]。
- 1963年（昭和38年）6月4日 - 三八豪雨により、被害を受け、死者1人を出す[4][3]。
- 1964年（昭和39年） - 中町立中町南小学校が給食を開始する[4][3]。
- 1965年（昭和40年） - 中町立中町中学校が給食を開始する[7][3]。
- 1965年（昭和40年）12月25日 - 町旗・町章を制定する[5][1][8]。
- 1969年（昭和44年） - 中町立ふれあいセンターが竣工する[7][3]。
- 1974年（昭和49年）4月1日 - 町木・町花を制定する[5][3]。
- 1974年（昭和49年）12月8日 - 町歌を制定する[5][3]。
- 1979年（昭和54年） - 兵庫県立氷上養護学校多可分校が開校する[3]。
- 1980年（昭和55年） - 播州歌舞伎がひょうご百選に選定される[3]。
- 1983年（昭和58年）- 鍛冶屋線まつりが開催される[3]。
- 1984年（昭和59年） 11月23日 - 鍛冶屋線存続のための一環としてカナソ・ハイニノ国を成立する[9]。
- 1987年（昭和62年）3月16日 - 核兵器廃絶平和宣言の町を宣言する[5][3]。
- 1987年（昭和62年）6月1日 - 兵庫県立北播磨余暇村公園が完成する[10][3][9]。
- 1989年（平成元年）8月 - 兵庫県道139号山南中線石原坂トンネルが完成する[3][9]。
- 1990年（平成2年）4月1日 - JR鍛冶屋線が全線廃止する[3][9]。
- 1992年（平成4年） - ココロン那珂が完成する[3][9]。
- 1992年（平成4年）12月22日 - 自治体環境宣言を宣言する[5]。
- 1993年（平成5年）10月18日 - 部落差別撤廃宣言の町を宣言する[5]。
- 1993年（平成5年）12月22日 - 町民憲章を制定する[5][11]。
- 1998年（平成10年）12月4日 - 振替納税推進の街を宣言する[5]。
- 2003年（平成15年）1月20日 - 消費税完納推進の街を宣言する[5]。
- 2003年（平成15年） - なか・やちよの森公園が開園する[9]。
- 2004年（平成16年） - 中図書館が開館する[9]。
- 2005年（平成17年）10月11日 - 閉町式が行われる[12]。
- 2005年（平成17年）11月1日 - 加美町・八千代町と合併して多可町が発足。同日中町廃止[5]。

## 地域

### 大字
- 合併後は「中区○○」になる。

| 郵便番号 | 大字名 |
| -------- | ------ |
| 679-1135 | 安坂   |
| 679-1115 | 天田   |
| 679-1102 | 安楽田 |
| 679-1107 | 奥中   |
| 679-1111 | 鍛冶屋 |
| 679-1114 | 岸上   |
| 679-1133 | 糀屋   |
| 679-1132 | 坂本   |
| 679-1134 | 茂利   |
| 679-1131 | 曽我井 |
| 679-1106 | 高岸   |
| 679-1104 | 田野口 |
| 679-1107 | 徳畑   |
| 679-1113 | 中村町 |
| 679-1122 | 中安田 |
| 679-1123 | 西安田 |
| 679-1121 | 東安田 |
| 679-1105 | 東山   |
| 679-1103 | 牧野   |
| 679-1112 | 間子   |
| 679-1124 | 森本   |
| 679-1101 | 門前   |

### 警察・消防
- 多可消防署

### 図書館
- 中町立中図書館[13]

### 病院
- 中町日赤病院[4]

### その他の施設
- 中町立ふれあいセンター[13]
- 那珂ふれあい館[13]
- 中町立北アリーナ[7]
- 中町民グラウンド[7]
- 稲荷コミュニティセンター[7]
- 農村婦人の家[7]

## 行政
- 町長：清水宏一
  - 村長：藤井忠兵衛

### 町旗・町章
- 町旗・町章ともに「中」の字を図案化にして、1965年12月25日に制定された。町旗は地色が緑色・紋章が白色であり、町章は地色が緑色である[5][1][8]。

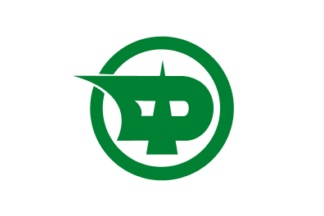
町旗
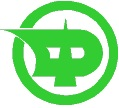
町章

## 産業
山田錦と播州織の生産が盛んである。

### 農業
主に山田錦を生産しており、発祥地である。
- 山田錦[1][3]

### 工業
播州織の生産が盛んである。
- 播州織

## 姉妹都市・提携都市
- アメリカ合衆国カリフォルニア州ミドルタウン

### 教育
- 中町立中町北小学校[13]
- 中町立中町南小学校[13]
- 中町立中町中学校[13]
- 兵庫県立多可高等学校
- 兵庫県立北はりま特別支援学校

#### 存在していた学校
- 中町実科高等女学校 - 1925年に開校し、1929年に閉校する[4]。
- 兵庫県立西脇北高等学校中町分校 - 1974年に開校し、1979年に閉校する[7]。

### マスメディア
- K-CAT eoTV（ケーブルテレビ）

## 交通

### 鉄道路線

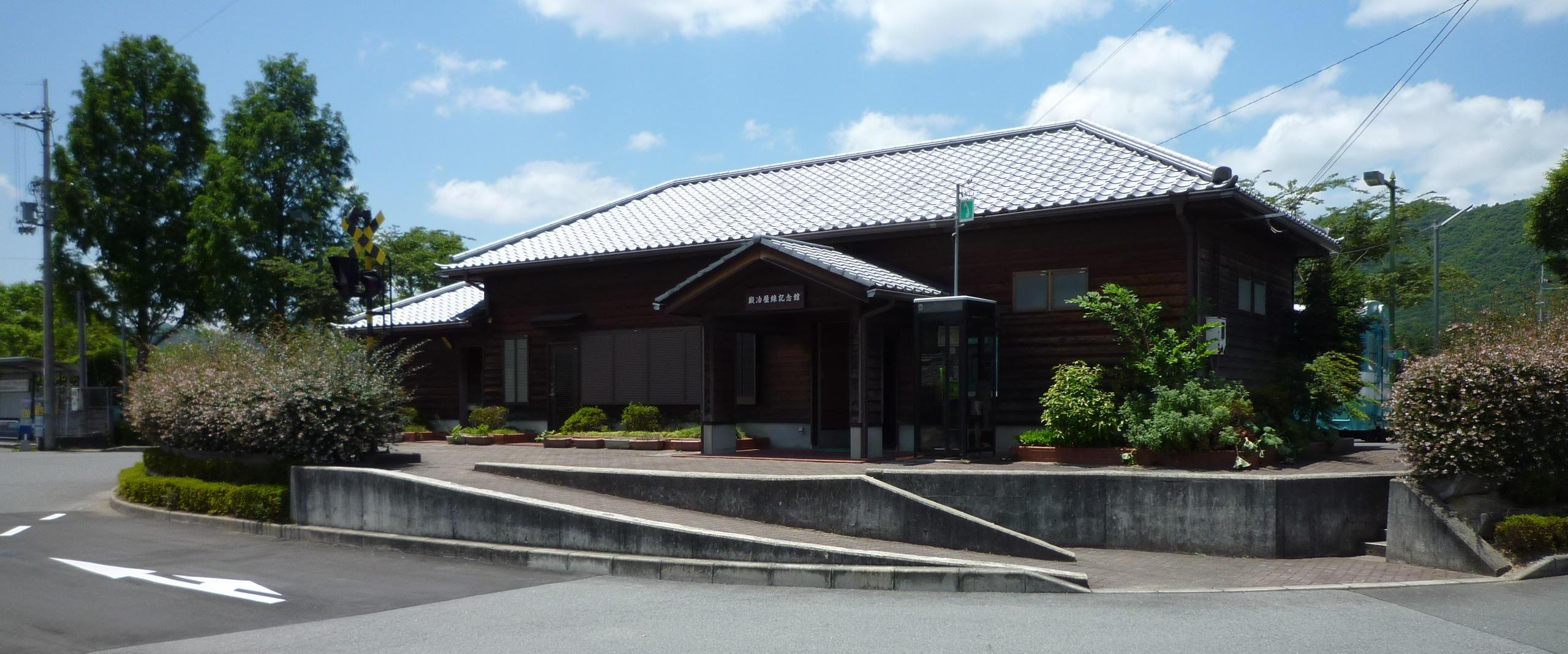
鍛冶屋線記念館

- 町内を走る鉄道路線はない。かつて西日本旅客鉄道（JR西日本）鍛冶屋線が通っており、赤字83線に指定されていた。そして、1984年（昭和59年）11月23日に鍛冶屋線存続のための一環としてカナソ・ハイニノ国を成立し、存続運動をするが、1990年4月1日に廃線となっている[9]。町内には曽我井・中村町・鍛冶屋の3駅があり、中村町駅が町の中心駅だった。終点の旧鍛冶屋駅が記念館になっているほか、廃線敷はサイクリングロード他に転用されている。

### バス路線
- 加古川線西脇市駅から、神姫バス（後に神姫グリーンバスに移管）鍛冶屋・鳥羽上・山寄上方面行きに乗車。
- 2003年11月からコミュニティバス「のぎくバス」を運行開始していたが、2年後の町合併に伴い、名称はそのまま多可町が引き継いだ。

### 道路
- 国道
  - 国道427号
- 都道府県道
  - 兵庫県道86号中柏原線
  - 兵庫県道139号山南中線
  - 兵庫県道295号八千代中線
  - 兵庫県道296号中安田市原線

## 特産物
- 山田錦[1][3]
- 播州織[1][3]

## 名所・旧跡・観光スポット

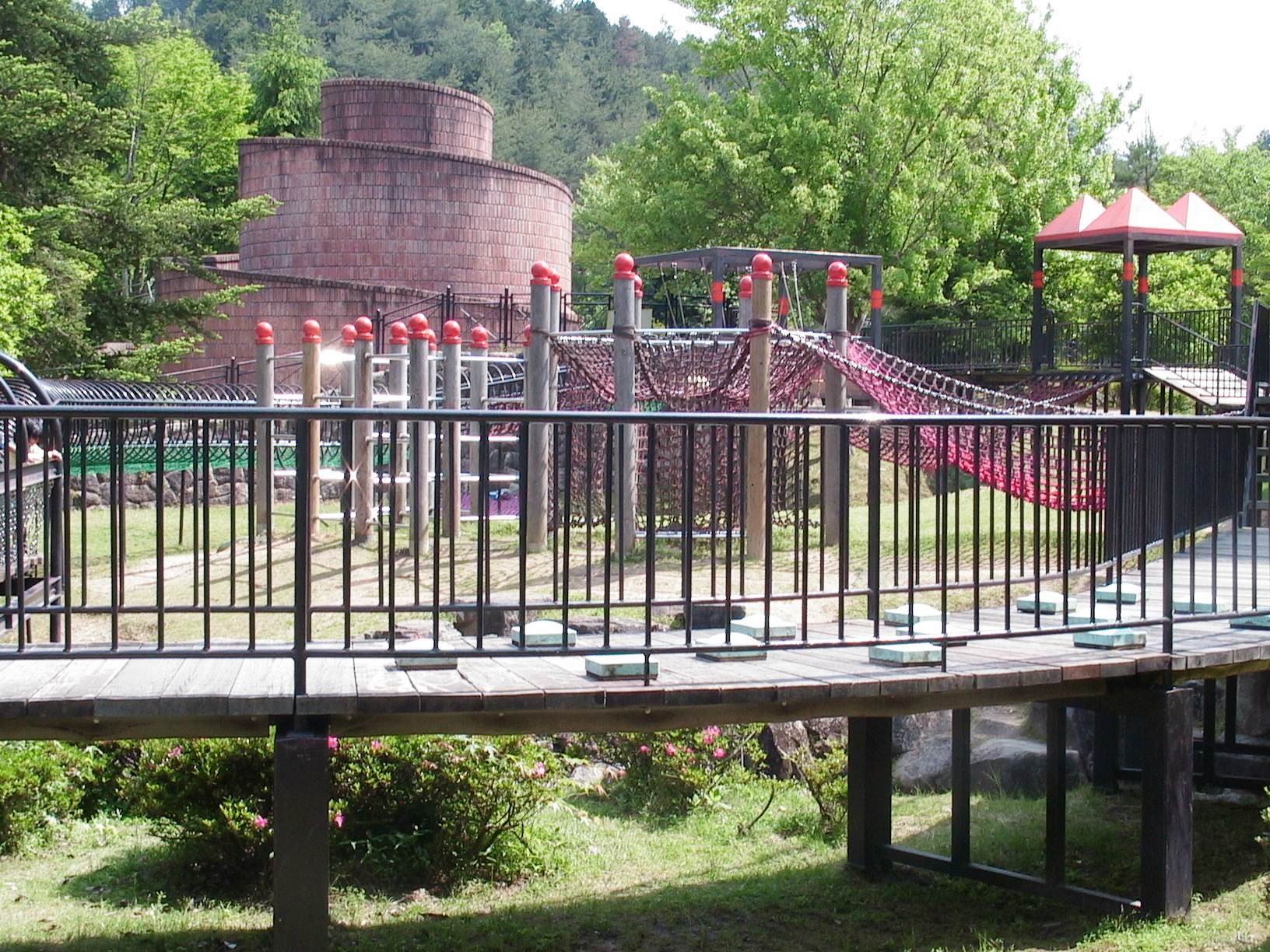
北播磨余暇村公園

公園・施設
- 兵庫県立北播磨余暇村公園[1]
- 鍛冶屋線記念館[1]
- なか・やちよの森公園[1]
- セントラルサーキット
- ココロン那珂[1]
- 善光寺の大イブキ[5]
- 大歳金刀比羅神社

## 祭事・催事
- 播州歌舞伎[3]
- 鶏合わせ[3]
- 神楽の舞[3]
- こんぴら祭[3]

## その他
- テレビCMで知られたクワムラハムの本社・工場がある。
- 長い長い滑り台が存在。
- 自殺の名所である翠明湖が確かに存在。